# Wilde Erdbeeren
Wilde Erdbeeren (Originaltitel: Smultronstället) ist ein in Schwarzweiß gedrehtes schwedisches Filmdrama von Ingmar Bergman aus dem Jahr 1957. Der Film wurde mit dem Goldenen Bären ausgezeichnet und gilt als eines von Bergmans bedeutendsten Werken. Der bekannte Stummfilmregisseur Victor Sjöström spielte seine letzte Rolle als alter Professor, der während einer Autofahrt durch Tagträume und Erinnerungen mit seinen Fehlern konfrontiert wird.

## Handlung
Der 78-jährige Medizinprofessor Isak Borg, ein renommierter Arzt und Wissenschaftler, hat sich im Alter von den Menschen zurückgezogen. Seine Frau Karin ist vor vielen Jahren verstorben, sein Sohn Evald, ebenfalls Arzt, wohnt in einer anderen Stadt. Zu seiner hochbetagten Mutter hat er wenig Kontakt, nur seine langjährige Haushälterin Agda wohnt noch bei ihm. Wegen eines Ehestreits hat sich seine Schwiegertochter Marianne vorübergehend bei ihm einquartiert. Nachts hat der Professor einen Alptraum, in dem er sich selbst im Sarg liegen sieht. Am Tag seines 50-jährigen Promotionsjubiläums beschließt er spontan, sich statt mit dem Flugzeug mit dem Auto von seinem Wohnort Stockholm zum Veranstaltungsort Lund zu begeben. Marianne steigt ebenfalls zu Isak ins Auto, weil sie Evald wiedersehen will.
Marianne und Isak liefern sich auf der Fahrt einige Wortgefechte – sie empfindet Isak als kaltherzig, da er seinem depressiven, bei ihm verschuldeten Sohn menschlich und finanziell nicht unter die Arme greife, so Mariannes Aussage. Isak sieht sein eigenes Verhalten dagegen als Prinzipientreue. Während der Reise wird Isak immer wieder mit seiner Vergangenheit konfrontiert, die er Revue passieren lässt. Er macht Halt am ehemaligen Sommerhaus der Familie Borg, wo Isak sich an seine Jugendjahre und seine Verlobte Sara erinnert, die schließlich seinen im Gegensatz zu ihm wenig soliden, aber abenteuerlustigeren Bruder heiratete.
Isak und Marianne nehmen drei junge Anhalter mit, die unterwegs nach Italien sind und bis Lund in Isaks Auto bleiben. Die junge Anhalterin heißt wie Isaks Jugendliebe Sara und erinnert auch äußerlich an sie, was weitere Erinnerungen weckt. Ihre Begleiter sind ein angehender Priester und ein angehender Arzt, die beide um ihre Liebe werben und miteinander philosophische Themen diskutieren. Mit seinem ironischen Humor und freundlichen Auftreten gewinnt der Professor die Sympathie der Anhalter. Später steigt noch das Ehepaar Alman hinzu, das während eines Streits mit dem Auto von der Straße abgekommen ist, worauf sich ihr Auto überschlug. Mit vereinten Kräften gelingt es allen zwar, das Auto wieder umzudrehen, aber der Motor versagt. Daher nimmt Isak die beiden mit. Als ein Streit zwischen den Eheleuten eskaliert, fordert Marianne sie auf auszusteigen. Das Ehepaar verlässt den Wagen, die anderen fahren ohne es weiter.
Das junge Ehepaar Åkerman, an dessen Tankstelle Isak seinen Wagen auftankt, erlässt Isak die Benzinkosten mit der Begründung, dass er früher als Arzt in der Gegend so viel Gutes getan habe. Isak ist gleichermaßen irritiert wie gerührt von der Geste. Er besucht anschließend seine 96-jährige Mutter, deren zehn Kinder bis auf Isak alle tot sind. Der Besuch verläuft ausgesprochen formal, Isaks vereinsamte Mutter wirkt noch kälter als ihr Sohn. Während der Weiterfahrt verfällt Isak wieder in Träume und Erinnerungen, in denen Herr Alman als Examensprüfer auftritt und Isak mit seinen Fehlern und verdrängten Erinnerungen konfrontiert. In dem Traum beobachtet Isak, wie seine verstorbene Ehefrau mit einem anderen Mann fremdgeht, da sie in der Ehe mit dem hochmoralischen, distanzierten Isak unglücklich ist. Als Isak wieder erwacht, berichtet Marianne ihm, dass sie ein Kind erwarte und wegen einer Auseinandersetzung mit Evald, der keine Kinder will, vorübergehend bei Isak eingezogen sei. Marianne erkennt durch die Begegnung mit Isak und seiner Mutter, dass die Kälte ein typisches Problem in dieser Familie ist und auch auf ihren Ehemann abgefärbt hat. Isak und Marianne bekennen, durch das streitende Paar an ihre eigenen unglücklichen Ehen erinnert worden zu sein. Dem Professor scheint klar zu werden, dass es ihm in seinem Leben an Liebe und Gegenliebe gefehlt hat.
Schließlich erreichen sie den Zielort, wo Isak seine Ehrung entgegennimmt. Obwohl er keinen innigen Kontakt zu seinem Sohn herzustellen vermag, hört er mit Erleichterung, dass Evald mit Marianne zusammenbleiben will. Isak und Marianne erklären einander ihre Sympathie. Auch die drei jungen Anhalter bewundern den Professor und singen noch ein Lied vor seinem Fenster, wobei die Anhalterin Sara ihn ihrer ewigen Liebe versichert. Schließlich legt Isak sich schlafen, seine Erinnerung kehrt zum idyllischen Sommerhaus und seinen Eltern zurück, die am Seeufer sitzen und ihm zuwinken, doch als er ihnen zuruft, hören sie ihn nicht. Isak lächelt im Halbschlaf.

## Hintergrund

### Produktion und Filmstart
Wilde Erdbeeren entstand zwischen dem 2. Juli und 27. August 1957 und lief am 26. Dezember desselben Jahres in den schwedischen Kinos an. Für den betagten Victor Sjöström war es seine letzte Rolle, er zog sich danach ins Privatleben zurück. Die Filmcrew war über seinen Gesundheitszustand besorgt, und auch Sjöström selbst empfand die Dreharbeiten als sehr anstrengend. Man hatte ihm vorher gesagt, er müsse sich in seiner Rolle nur an die Vergangenheit erinnern – letztlich kam Professor Borg aber in allen außer einer Szene vor.
Der Film startete am 21. Juli 1961 in der Bundesrepublik und am 8. Juli 1966 in der DDR.

### Position in Bergmans Werk

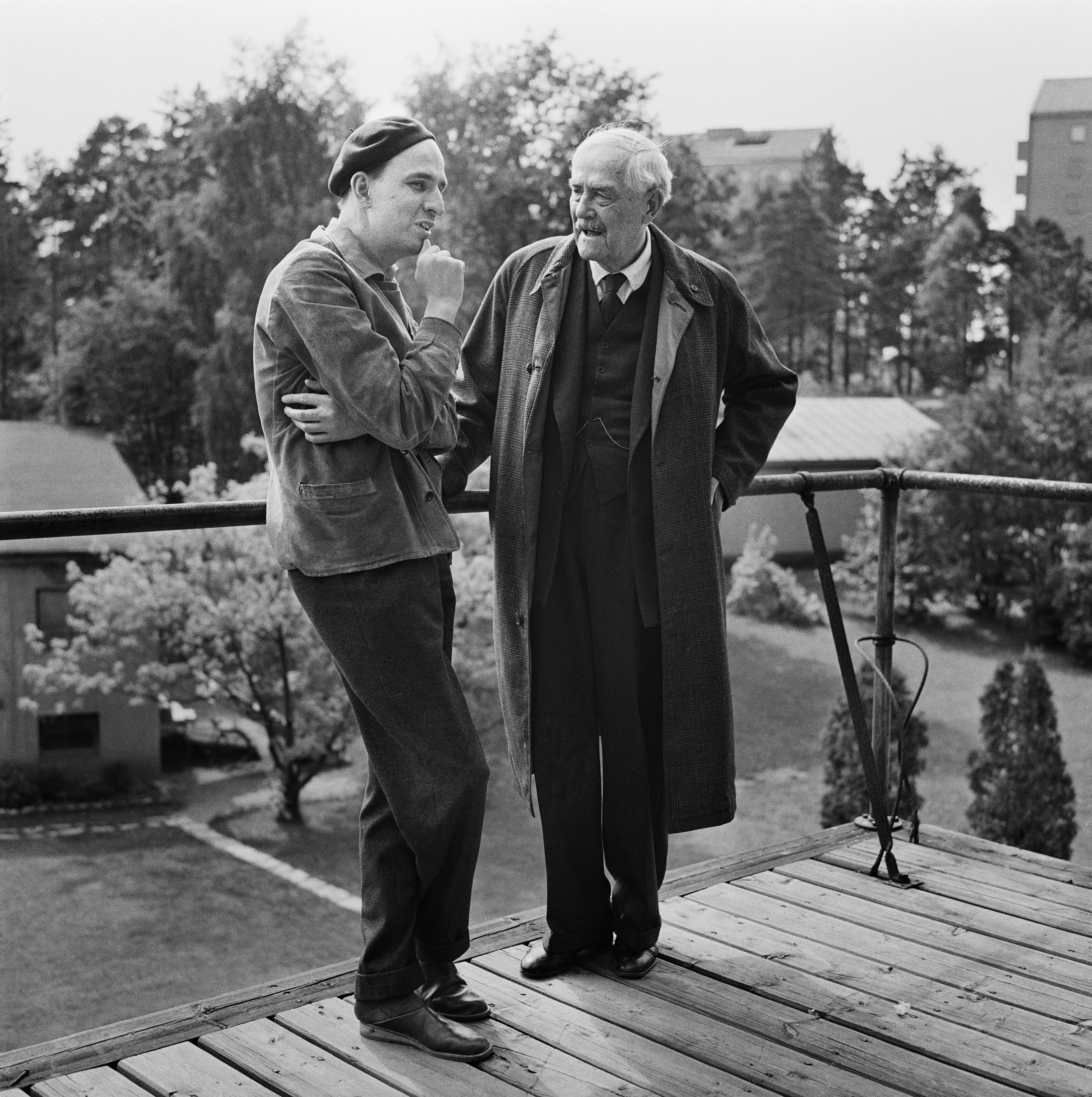
Bergman und Victor Sjöström beim Dreh von Wilde Erdbeeren, 1957

Wilde Erdbeeren zeigt deutliche Einflüsse des Dramatikers August Strindberg, wie sich besonders an den Dramen Ein Traumspiel und Nach Damaskus zeigen lässt, in denen ebenfalls Lebenssummen kritisch betrachtet werden. Außerdem zeigt der Film Einflüsse des von Bergman bewunderten Stummfilmregisseurs Victor Sjöström, der zum zweiten Mal nach An die Freude (1950) eine Rolle in einem Film Bergmans übernahm. Wie Bergman später schrieb, hatte Sjöström sich den Text in beträchtlichem Maße zu eigen gemacht. Ein Markenzeichen von Sjöströms Stummfilmen wie Der Fuhrmann des Todes, Die Ingmarssöhne und Der Wind war die starke Einbindung der Natur, um die Gefühlswelten der Figuren auszudrücken und um Stimmungen einzufangen – auch Wilde Erdbeeren bindet die Natur ein, zum Beispiel mit der Darstellung der bildschönen Umgebung des Landhauses aus der Jugend des Professors.
Beim Abfassen des Drehbuchs und während der Dreharbeiten stand Bergman unter dem Eindruck seiner gescheiterten dritten Ehe mit Gun Grut, der sich verschlechternden Beziehung zu Bibi Andersson und der anhaltenden Fehde mit seinen Eltern. Unzufrieden äußerte sich Bergman rückblickend über die Zeichnung der drei jugendlichen Anhalter und die Episode mit dem sich streitenden Ehepaar Alman. Dagegen sei ihm die Bewegung durch die Ebenen Zeit, Raum und Traumwirklichkeit problemloser gelungen als in seinem späteren Von Angesicht zu Angesicht. Wilde Erdbeeren gilt als das Beispiel einer Selbstbeobachtung im Film, da Professor Borg sich und seine Schwächen im Laufe des Filmes erkennt, um daraus am Ende Schlüsse zu ziehen.
Ingrid Thulin gab in Wilde Erdbeeren ihr Debüt in einem Bergman-Film; die Rolle hatte der Regisseur eigens für sie geschrieben. Wilde Erdbeeren wurde vielfach ausgezeichnet und untermauerte, nach dem Erfolg von Das Lächeln einer Sommernacht (1955) und Das siebente Siegel (1957), das internationale Renommee Bergmans.
Die Szene, in der Borg sich selbst im Sarg liegen sieht, variierte Bergman 1976 in Von Angesicht zu Angesicht, auch dort sieht die Hauptfigur, eine Psychiaterin, in einem Alptraum ihren eigenen Leichnam in einem Sarg.
Kritiker Stig Björkman zog wegen des Reisemotivs und der in seinen Augen vergleichbaren Struktur Parallelen zwischen Wilde Erdbeeren, Roberto Rossellinis Reise in Italien (1953) und Jean-Luc Godards Elf Uhr nachts (1965).

## Synchronisation
Die deutsche Synchronfassung entstand 1961 für das Kino bei Beta Technik in München unter Leitung von Manfred R. Köhler.
| Rollen                                  | Schauspieler       | Synchronsprecher    |
| --------------------------------------- | ------------------ | ------------------- |
| Professor Isak Borg                     | Victor Sjöström    | Hans Nielsen        |
| Marianne Borg                           | Ingrid Thulin      | Marianne Wischmann  |
| Sara (Isaaks Jugendliebe / Anhalterin)  | Bibi Andersson     | Johanna von Koczian |
| Evald Borg, Isaks Sohn                  | Gunnar Björnstrand | Malte Jaeger        |
| Agda, Isaks Haushälterin                | Jullan Kindahl     | Lina Carstens       |
| Anders, Anhalter                        | Folke Sundquist    | Thomas Braut        |
| Viktor, Anhalter                        | Björn Bjelfvenstam | Michael Cramer      |
| Sten Alman, streitender Ehemann         | Gunnar Sjöberg     | Hans Baur           |
| Frau Alman                              | Gunnel Broström    | Maria Landrock      |
| Henrik Akerman, Tankwart                | Max von Sydow      | Til Kiwe            |
| Karin Borg, Isaks Frau (Rückblende)     | Gertrud Fridh      | Alice Franz         |
| Sigfrid Borg, Isaks Bruder (Rückblende) | Gunnar Sjöberg     | Niels Clausnitzer   |

## Kritiken
Wilde Erdbeeren erhielt seit seiner Premiere überragende Kritiken. Bei einer Umfrage unter Filmkritikern vom Filmmagazin Sight & Sound aus dem Jahr 2012 wurde der Klassiker zu einem der 100 besten Filme aller Zeiten gewählt.

„Ingmar Bergmans sensibel gestaltetes Meisterwerk um Leben, Gott und Tod fasziniert durch die virtuose Verschränkung von realistischen und surrealen Stilmitteln, von psychologischem Charakterporträt und philosophischem Diskurs. Hervorragend in der Hauptrolle: der schwedische Theater- und Stummfilmregisseur Victor Sjöström.“

„Eines der komplexesten und bewegendsten Werke der Filmgeschichte.“

## Auszeichnungen (Auswahl)
- Goldener Bär an Ingmar Bergman und FIPRESCI-Preis an Victor Sjöström bei den Internationalen Filmfestspielen Berlin 1958
- National Board of Review Award für den Besten fremdsprachigen Film und den Besten Hauptdarsteller (Victor Sjöström) 1959
- Golden Globe für den Besten fremdsprachigen Film 1960
- Oscarnominierung für das Beste Originaldrehbuch bei der Oscarverleihung 1960
- Film des Monats im Juli 1961; Evangelischen Filmgilde

## Nachwirkung
Im Jahr 1966 produzierte der Bayerische Rundfunk zusammen mit dem Südwestrundfunk und dem Österreichischen Rundfunk unter der Regie von Rudolf Noelte Wilde Erdbeeren als 91-minütiges Hörspiel. Die wichtigsten Sprecher waren:
- Ewald Balser: Professor Dr. Isak Borg
- Margarete Haagen: Agda, seine Haushälterin
- Elisabeth Schwarz: Marianne, seine Schwiegertochter
- Robert Graf: Ewald, sein Sohn
- Cordula Trantow: Sara
- Ursula Krieg: Isaks Borgs Mutter
- Malte Jaeger: Alman, Ingenieur
- Martha Wallner: Berit, Almans Frau